# 1988年太平洋颱風季
| 太平洋颱風季             |
| 主題頁 - 專題 - 編輯指南 |

1988年太平洋颱風季泛指在1988年全年內的任何時間，於赤道以北及國際換日線以西的太平洋水域，以及南中國海所產生的熱帶氣旋。雖然有關方面並沒有設下本颱風季的指定期限，但大部份於西北太平洋的熱帶氣旋通常都會於五月至十二月期間形成。。
本條目的範圍僅侷限於赤道以北及國際換日線以西的太平洋及南海的水域。於赤道以北及國際換日線以東的太平洋水域產生的風暴則被稱為颶風，並被列入1988
以下各熱帶氣旋資訊以熱帶氣旋存在期間的最強形態為準。

## 已被國際命名的熱帶氣旋
在1988年，有33個熱帶低氣壓形成。

### 颱風羅伊 (Roy)
PAGASA: Asiang
颱風羅伊（於菲律賓又名颱風亞西安[1]）是西太平洋一月份有記錄以來第二強的熱帶氣旋。羅伊於1988年1月7日的一處擾動區域中形成，其於橫過馬紹爾群島其間快速增強。1月9日，該風暴增強成為一颱風並在翌日達至其最高強度。處於最高強度其間，其持續風速達到每小時215公里。[a] 該風暴於橫過馬里亞納群島前略有減弱。該系統繼續向西移動，最終以颱風的最低標準吹襲菲律賓；並於1月19日在南海消散。

在其路徑中，颱風羅伊造成兩人死亡和2850萬美元（1988年美元）的損失，主要是在馬里亞納群島造成的。該系統以熱帶風暴的強度橫過馬紹爾群島並造成輕到中度的結構損壞。1月12日，該颱風擦過關島和羅塔島其間造成廣泛破壞，摧毀了200間房屋。由於此風暴帶來嚴重的破壞，「羅伊」一名已經退役；並由「萊恩」取代。

### 颱風蘇珊 (Susan)
PAGASA: Biring
蘇珊於菲律賓呂宋島西北方海面形成後以西北轉北之方向行進，在東沙島東南方海上轉向東北方向移動，於6月2日6時40分在台灣屏東縣恆春半島登陸，由台東縣大武鄉附近出海後，經琉球石垣島近海向東北方遠離。
 英屬香港
當地懸掛最高風球信號： 一號戒備信號
天文台在5月31日下午4時30分懸掛一號戒備信號， 當時強烈熱帶風暴蘇珊集結於香港之東南約520公里。初時吹微風，隨着蘇珊翌日移近，香港逐漸轉吹和緩至清勁偏北風。它在6月1日早上最接近香港，當時位 於香港之東南偏東約430公里。天文台總部於下午5時錄得最低瞬時海平面氣壓998.5百帕斯卡，當時蘇珊集結於香港之東南偏東約480公里。隨着蘇珊轉 向東北，一號戒備信號在晚上9時正除下，當時蘇珊集結於香港之東南偏東約520公里。
5月31日受下沉氣流引發的雨區影響。下午轉為多雲，黃昏有大雨及雷暴。6月1日下午天氣逐漸好轉，6月2日天晴。

### 颱風薩德 (Thad)
PAGASA: Ditang

### 強烈熱帶風暴雲妮莎 (Vanessa)
PAGASA: Edeng
 英屬香港
當地懸掛最高風球信號： 一號戒備信號
天文台在6月28日晚上11時20分懸掛一號戒備信號，當時雲妮莎集結香港之東南偏南約640公里。初時吹輕微至和緩偏東風，翌日早上風勢清勁及疾勁，離岸間中吹強風。
隨着雲妮莎移近華南沿岸，香港風力亦增強，但未達強風程度。當雲妮莎在廣東西部登陸前，一號信號在下午4時50分除下，當時它位於香港西南偏西約120公里。
天文台總部在下午4時錄得最低瞬時海平面氣壓1003.3百帕斯卡，當時雲妮莎集結於香港之西南約130公里。它在下午5時左右登陸前最接近香港。
6月28日天晴，下午後期有一兩陣驟雨。翌日雲量增多，有零散驟雨。6月30日早上有大驟雨。7月1日驟雨逐漸減少，下午轉晴。

### 颱風華倫 (Warren)
PAGASA: Huaning

### 強烈熱帶風暴吉蒂 (Kit)
PAGASA: Maring
 英屬香港
當地懸掛最高風球信號： 三號強風信號
天文台在9月21日早上8時45分懸掛一號戒備信號，當時熱帶低氣壓吉蒂集結於香港之東南偏東約480公里。吹和緩偏北風，風力逐漸增強。隨着吉蒂移近香港，天文台在當晚9時正改掛三號強風信號，當時颱風吉蒂集結於香港之東南偏東約320公里。吉蒂最終在9月22日早上6時左右於廣東東部登陸，所有信號在早上9時10分除下。吉蒂在早上11時左右登陸前最接近香港，當時位於香港之東北約170公里。天文台總部在較早凌晨3時錄得最低瞬時海平面氣壓1000.8百帕斯卡。
當一號戒備信號在9月21日懸掛時，香港天晴。翌日轉為多雲，黃昏時有驟雨。9月22日仍然多雲，有驟雨。翌日因有另一股熱帶氣旋瑪媚靠近，天氣轉壞。
 臺灣

### 強烈熱帶風暴李爾 (Lee)
PAGASA: Ningning

### 熱帶風暴瑪媚 (Mamie)
9月22日至9月23日期間，瑪媚正面吹襲香港，但直到瑪媚在天文台總部以東約50公里內附近掠過，天文台也沒有為其懸掛任何熱帶氣旋警告信號。而且在天文台出版的1988年熱帶氣旋年報沒有紀錄及製作報告，大部分市民被天文台矇騙，引起天文台內部極大爭議，部份職員不滿時任台長處理手法而離職。
然而，瑪媚距離香港更遠的澳門，反而，澳門氣象台當年曾懸掛一號風球。

### 颱風納爾遜 (Nelson)
PAGASA: Paring

### 颱風奧德薩 (Odessa)
PAGASA: Seniang

### 強烈熱帶風暴帕特 (Pat)
PAGASA: Toyang
 英屬香港
當地懸掛最高風球信號： 三號強風信號
天文台在10月21日早上8時50分懸掛一號戒備信號，當時強烈熱帶風暴帕特集結於香港之東南偏南約750公里。初時吹和緩偏北風，隨着帕特移近，稍後轉吹東至東北風。風力在黃色時開始增強。天文台在晚上10時45分改掛三號強風信號，當時帕特集結於香港以南約580公里。風力繼續增強，早上後期至10月22日下午期間普遍吹強風，風勢疾勁。離岸風力接近烈風程度，海面有大浪。離岸及高地錄得每小時超過72公里的陣風。隨着帕特在10月22日下午在海南島登陸，繼續移離香港，所有信號在下午3時45分除下。帕特在清晨4時左右最接近香港，當時位於香港以南約540公里。天文台總部在10月21日下午4時錄得最低瞬時海平面氣壓1008.0百帕斯卡，當時帕特集結於香港之東南偏南約650公里。
當懸掛一號戒備信號時，10月21日早上天晴。下午後期轉為多雲，晚間開始有驟雨。與帕特相關的雨帶由南面移近，10月22日初有驟雨。下午開始有雨，並持續至翌日。10月23日繼續多雲有雨，翌日轉晴。

### 颱風露比 (Ruby)
PAGASA: Unsang
 英屬香港
當地懸掛最高風球信號： 三號強風信號
天文台在10月25日下午4時10分懸掛一號戒備信號，當時颱風露比集結於香港之東南約810公里。當時吹和緩偏北風，離岸風勢清勁。翌日早上離岸間中吹強風。天文台在10月26日晚上10時45分改掛三號強風信號， 當時露比集結於香港之東南偏南約570公里。一股東北季候風在10月27日逐漸向南擴展，香港風力進一步增強。離岸普遍吹強風，高地達烈風程度。當露比移 走及風勢開始緩和時，所以信號在10月28日清晨5時正除下。露比在10月27日下午5時最接近香港，當時位於香港之西南偏南約490公里。天文台總部於 10月26日下午4時錄得最低瞬時海平面氣壓1004.1百帕斯卡。
當10月25日懸掛一號戒備信號時，香港天晴，天氣溫暖。翌日早上轉為多雲，10月27日早上開始有微雨。10月28日雨勢較大及持續。隨後三日天氣普遍清涼、多雲，有微雨。

### 颱風史其普 (Skip)
PAGASA: Yoning

### 強烈熱帶風暴戴絲 (Tess)
PAGASA: Welpring

### 熱帶風暴華爾 (Val)
PAGASA: Apiang

## 未被國際命名的熱帶氣旋
除了被日本氣象廳命名的熱帶氣旋外，還有一些沒被命名的熱帶低氣壓和被聯合颱風警報中心認為是熱帶風暴的熱帶氣旋。

### 熱帶風暴03W
PAGASA: Konsing

## 熱帶氣旋名單
| - Andy - Brenda - Cecil - Dot - Ellis - Faye - Gordon - Hope - Irving - Judy - Ken - Lola - Mac - Nancy - Owen - Peggy - Roger - Sarah - Tip - Vera - Wayne | - Abby - Ben - Carmen - Dom - Ellen - Forrest - Georgia - Herbert - Ida - Joe - Kim - Lex - Marge - Norris - Orchid - Percy - Ruth - Sperry - Thelma - Vernon - Wynn | - Alex - Betty - Cary - Dinah - Ed - Freda - Gerald - Holly - Ian - June - Kelly - Lynn - Maury - Nina - Ogden - Phyllis - Roy 1W - Susan 2W - Thad 4W - Vanessa 5W - Warren 6W | - Agnes 7W - Bill 8W - Clara 9W - Doyle 10W - Elsie 11W - Fabian 12W - Gay 13W - Hal 14W - Irma 15W - Jeff 16W - Kit 17W - Lee 18W - Mamie 19W - Nelson 20W - Odessa 21W - Pat 22W - Ruby 23W - Skip 24W - Tess 25W - Val 26W - Winona |